# Evans-Syndrom
Das Evans-Syndrom gehört zu den Autoimmunkrankheiten. Die körpereigene Abwehr richtet sich dabei gegen die eigenen roten Blutkörperchen und gegen die Blutplättchen. Die Erkrankung kann als eigenständige Entität oder bei etwa 50 % sekundär im Rahmen anderer Erkrankungen wie z. B. der Chronischen lymphatischen Leukämie oder dem Systemischen Lupus erythematodes auftreten. Die auslösende Ursache für die Erkrankung ist nicht bekannt. Die Häufigkeit liegt bei etwa 1:1.000.000.  Die Erkrankung wurde erstmals von R. S. Evans und R. T. Duane im Jahr 1949 beschrieben und dann nochmals von Evans und anderen 1951 genauer dargestellt.

## Symptome
Bei den Patienten findet sich eine autoimmunhämolytische Anämie, oft kombiniert mit einer Immunthrombozytopenie. Aufgrund der Thrombozytopenie können Blutungen auftreten.

## Sekundäres Evans-Syndrom
In etwa der Hälfte der Fälle liegt dem Evans-Syndrom eine andere Erkrankung bzw. Ursache zugrunde:
- Autoimmunerkrankungen sind die häufigste Ursache, besonders der Systemische Lupus erythematodes, aber auch das Sjögren-Syndrom oder das Antiphospholipid-Syndrom.
- Infektionserkrankungen bedingt durch Cytomegalievirus, Influenza A, Parvovirus, Hepatitis-Viren, Varizellen, Nocardia, Leishmanien oder Epstein-Barr-Virus
- Tumorerkrankungen wie Chronische lymphatische Leukämie, B-Zell- und T-Zell-Non-Hodgkin-Lymphome, Multiples Myelom, Monoklonale Gammopathie unklarer Signifikanz, Amyloidose, Chronische myelomonozytäre Leukämie, Kaposi-Sarkom oder Pankreas-Adenokarzinom
- Immundefekte wie Selektiver Immunglobulin-A-Mangel oder Variables Immundefektsyndrom (CVID)
- andere wie Morbus Basedow, Dermatomyositis, Guillain-Barré-Syndrom, Colitis ulcerosa, Bronchiolitis obliterans (BOOP), Morbus Castleman, Zöliakie oder Akute entzündliche demyelinisierende Polyradikuloneuropathie.
- Schwangerschaft

## Diagnose
Wie bei der autoimmunhämolytischen Anämie finden sich die Zeichen der Hämolyse wie ein erniedrigter Hämoglobingehalt und ein erniedrigtes Haptoglobin. Zusätzlich sind die Blutplättchen erniedrigt.

## Labor
Meist ist die Blutsenkungsgeschwindigkeit stark erhöht. Zusätzlich sieht man ein schlechtes Absetzen der Erythrozyten im Senkungsröhrchen. Der Hämatokrit ist erniedrigt und die Laktatdehydrogenase ist fast immer leicht erhöht. Der direkte Coombs-Test ist positiv. In seltenen Fällen wird statt der Thrombozytopenie auch eine Neutropenie beobachtet.

## Therapie
Die Therapieempfehlungen basieren ausschließlich auf Fallserien und Einzelfallberichte, es gibt keine randomisierten kontrollierten Studien.
Die Therapie besteht seit der Erstbeschreibung durch Dameshek 1950 aus der Gabe von Glukokortikoiden. Das Ziel ist ein Hämatokrit über 30 % oder ein Hämoglobin-Spiegel über 10 g/dl. Wenn sich unter Glucocorticoiden keine Besserung einstellt, oder es zu Rückfällen kommt, können Immunglobuline, Immunsuppressiva (z. B.  Ciclosporin, Vincristin) oder das Androgenpräparat Danazol eingesetzt werden. Auch die Off-Label-Anwendung von Rituximab war in einigen Fällen erfolgreich. Wie auch bei der ITP lässt sich durch eine Entfernung der Milz (Splenektomie) die Blutungsneigung symptomatisch therapieren, eine Remission wird in 20–40 % beobachtet. In rezidivierenden und nicht anders kontrollierbaren Fällen kann eine Knochenmarkstransplantation erfolgen.